# Романьї-Фонтене
Романьї-Фонтене (фр. Romagny Fontenay) — муніципалітет у Франції, у регіоні Нижня Нормандія, департамент Манш. Романьї-Фонтене утворено 1 січня 2016 року шляхом злиття муніципалітетів Фонтене i Романьї. Адміністративним центром муніципалітету є Романьї. Населення — 1259 осіб (01.01.2021).